# خوان دي بينيدا
خوان دي بينيدا (بالإسبانية: Juan de Pineda)‏ هو مؤرخ إسباني، ولد في 1513 في مادرايغال دي لاس ألتاس توريس في إسبانيا، وتوفي في 1593.